# JNR série 117
Pour les articles homonymes, voir Série 117.
La série 117 (117系, 117-kei) (117けいでんしゃ/117 keidensha ou 117系電車) est un type de rames automotrices électrique sous 1.5kV, utilisées pour les services de banlieue et périurbains japonais, introduites en 1980 (Shōwa 55) par la JNR, et ensuite exploitées par la JR West,et la  JR central (Tokai).Leur exploitation stoppe en 2023 pour la JR West (excepté une formation modifiée pour le train de nuit Ginga)

## Histoire
En 1972, les nouveaux trains rapides (Rapid ou Rapid Express) circulant sur la ligne principale Tokaido et la ligne principale Sanyo dans la région de Keihanshin ont remplacé la série 113. Ce sont des trains de type Express Limité devenus excédentaires avec l'ouverture de l'extension de la ligne Shinkansen depuis la gare Sanyo Shinkansen d'Okayama. Etant donné qu'à l'origine, il s'agissait d'un véhicule express longue distance, il était équipé d' un système de climatisation et d'un bogie à ressorts pneumatiques garantissant un trajet confortable. Bien qu'il disposait de toilettes et de sièges relativement confortables, il n'avait pas de porte large à deux vantaux, et ces train n'étaient pas très adaptés au trajet en heures de pointe nécessitant des espaces pour personnes debout. De plus, leur année de fabrication était 1958 (Showa 33), et il s'agit d'un "siège croisé fixe" (sièges transversaux en carré de 4) et certains véhicules express limités de la concurrence comme la série Hankyu 6300, étaient équipés de sièges transversaux convertibles.
Compte tenu de ces problèmes, la série 117 a été conçue comme un véhicule adapté aux conditions de transport dans la région de Keihanshin. Les installations cabines sont basées sur les séries Kiha 66 et 67 introduites dans la région de Kitakyūshū en 1975 (Showa 50) et ont été conçues comme des véhicules avec un niveau d'équipement plus élevé et efficace que le type express habituel, et transgressant la logique de standardisation des véhicules. C'était la première fois que les chemins de fer nationaux du Japon concevaient et fabriquaient un train en fonction des circonstances locales.
Les nouveaux trains rapides de cette série reçurent un nouveau surnom, « City Liner », par rapport au « Blue Liner » de la série 153. De plus, en 1982 (Showa 57), il a été introduit sous le surnom de « Tokai Liner » en remplacement de la série 153 utilisée sur le train rapide de la ligne principale Tokaido dans la région de Nagoya.

## Description
Nous parlerons de la série 117-0 au moment de la production

### Extérieure/Interieure
Elle a une longueur totale de 20 m par caisse, une carrosserie en acier avec diverses mesures anticorrosion et deux portes semi-automatiques de chaque côté. Compte tenu de son fonctionnement sur la ligne Kosei, il a été conçu pour résister au froid et à la neige (pour une utilisation dans la région du Kansai).
Le toit est un toit en pente et des ferrures métalliques de maintien sont visibles sur la partie supérieure du côté pignon du véhicule. Le numéro de châssis est inscrit en lettres découpées en acier inoxydable apposées sur le côté du véhicule.
La structure latérale vue de l'extérieur est similaire aux séries précédentes Kiha 66 et 67, avec des fenêtres constituées de deux ensembles avec ouverture verticale a 2 niveaux, à l'exception des poches de porte.
La méthode de support pour le verre installé dans les fenêtres des portes passagers et des fenêtres du compartiment de porte a été modifiée.
La forme avant est également unique, utilisant une forme profilée avec un « nez en pointe » similaire à la série 157, une cabine haute, deux phares sur les côtés gauche et droit au niveau de la taille et une girouette sous protection vitrée situé sous la fenêtre centrale. Il a un design sans précédent.

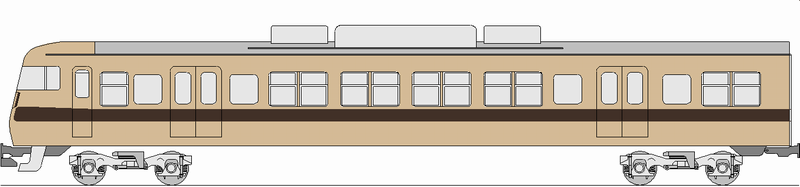
Kuha 117 (クハ117)
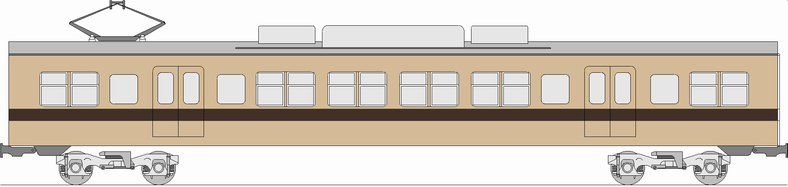
Moha 117 (モハ117)
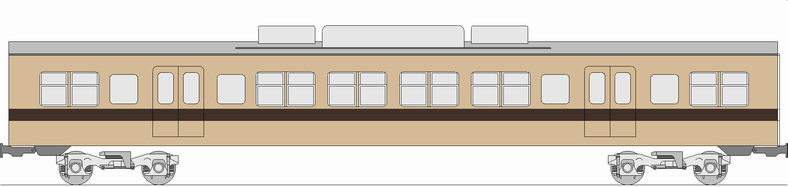
Moha 116 (モハ116)
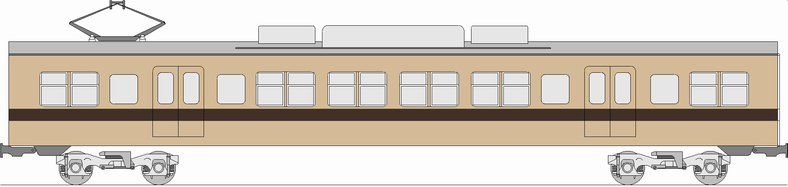
Moha 117 (モハ117)
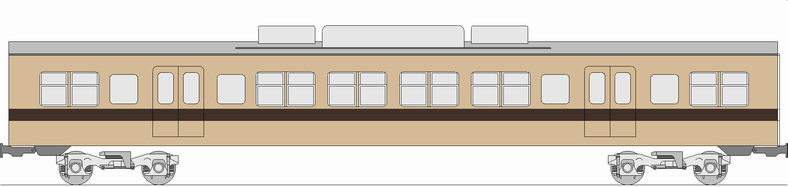
Moha 116 (モハ116)
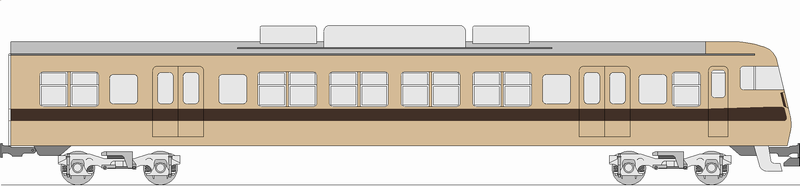
Kuha 116 (クハ116)

La peinture est essentiellement couleur crème no 1, avec une fine bande de couleur raisin no 2 passant sous les fenêtres. Cette peinture bicolore est similaire à la peinture de la série 52, qui était utilisée pour les trains express, et à la série 80, fabriquées en 1950 (Showa 25) après la guerre, et a été développé par la direction du chemin de fer d'Osaka. Auparavant, la règle était que les trains de banlieue JNR étaient peints de la même manière s'ils avaient le même système électrique, mais cette série a enfreint cette règle, et a adopté des couleurs spécifiques, et depuis lors, les trains régionaux tels que la série 105 ont été peints de la même manière. Ce fut le précurseur de l'adoption de couleurs uniques.La couleur raisin de la bande de la ceinture est la couleur du nouveau train rapide et a été héritée par les trains de banlieue de la région de Keihanshin, y compris le modèle successeur, la série 221.
Le système de climatisation est équipé du système de refroidissement central AU75B,système standard de la JNR (capacité de réfrigération 42 000 kcal / h) placé au centre du toit, mais un équipement d'admission d'air frais extérieur est installé avant et après, similaire à la série Kiha 183. et série 781. C'est pour cette raison que les ventilateurs installés dans les véhicules conventionnels ont été abandonnés.
Les sièges sont des sièges transversaux convertibles (partiellement fixes), le panneau décoratif de la paroi de la voiture a une finition en simili-bois et des housses blanches laiteuses sont attachés aux lampes fluorescentes, ce qui en fait un train de banlieue. Cela crée un sentiment de luxe sans précédent. L'intérieur du train était exploité uniquement dans les sections non-fumeurs.
Le plafond est désormais plat, avec des angles aux deux coins (au-dessus des étagères de rangement). Ce processus est le même pour les séries 781 et 185, qui ont été fabriquées la même année, et était également une caractéristique observée sur les voitures Shinkansen série 0 et Keisei AE construites avant cette série. De plus, il y a des toilettes de style japonais dans le train.
La forme avant de la carrosserie initialement prévue était différente, les portes passagers étaient chacune 910 mm plus près de l'extrémité de la voiture que celles réellement utilisées, et la couleur de la peinture de la carrosserie était rouge no 2 et crème.

### Caractéristiques techniques
De nombreux équipements standards au moment de la conception sont utilisés, mais comme la vitesse maximale a été augmentée de 100, qui était la norme pour les trains de banlieue conventionnels, à 110 km/h, de nombreux équipements standard étaient des versions améliorées.
Les motrices sont en configuration « unité MM' ».
Le contrôleur principal est l'arbre à cames électrique de type CS43A, modèle basé sur le CS43 utilisé sur la série 417 en tenant compte de la fiabilité et de la maintenabilité, et effectue l'accélération et la décélération en combinant le contrôle de résistance et le contrôle série-parallèle. Il est possible de réaccélérer à partir de la phase parallèle si le frein de retenue de pente est utilisé et si les conditions sont remplies. Les améliorations apportées au mécanisme d'arbre à cames ont permis un fonctionnement interne à plusieurs étages, permettant une accélération en douceur. Il s'agit d'un système 1C8M dans lequel un contrôleur principal contrôle huit moteurs sur deux motrices. Le moteur principal était le MT54D (Puissance nominale 120 kW à une tension aux bornes de 375 V.) et était l'un des modèles standard des trains JNR à l'époque. C'est un moteur à collecteur bobiné en série à courant continu commun à de nombreuses séries dont la  série 113, et le rapport de démultiplication était le même que celui du le type suburbain conventionnel. Il a été fixé à 1:4,82. Ses performances à grande vitesse dans la plage pratique sont les mêmes que celles de la série 153, mais elles dépassent la force d'accélération de démarrage et sont également compatibles avec les sections en pente.
Le convertisseur statique MH135- DM92, conçu à l'origine par Toshiba, sera utilisé comme source d'alimentation pour le contrôle et la climatisation. Ce type a fait ses preuves en matière d'utilisation dans les séries 103, 113 et 115, et produit des sorties triphasées AC 440 V 60 Hz (capacité nominale 160 kVA, alimentation 4 voies) en utilisant le 1 500 V DC via le pantographe comme source d'alimentation,.
Le compresseur d'air est équipé d'un entraînement direct à compression à deux étages de type MH113B-C2000M, alimenté par 1 500 V CC provenant du pantographe.

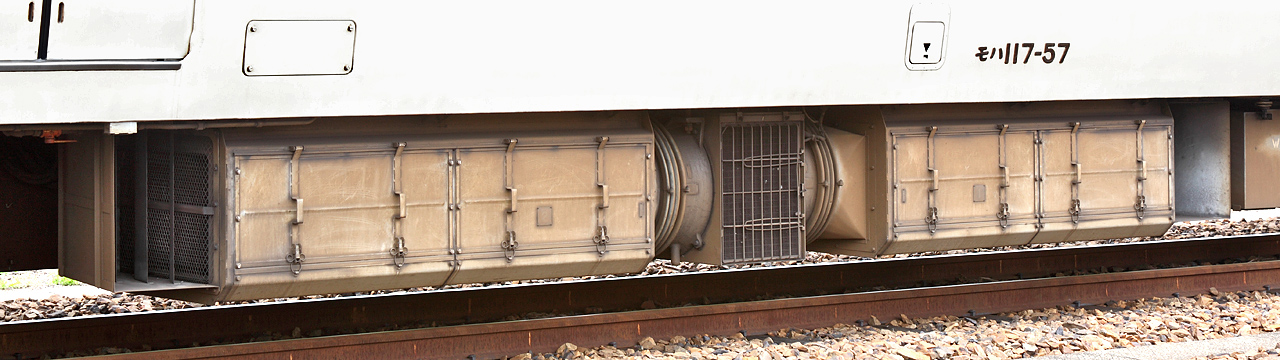
Résistance principale type MR136
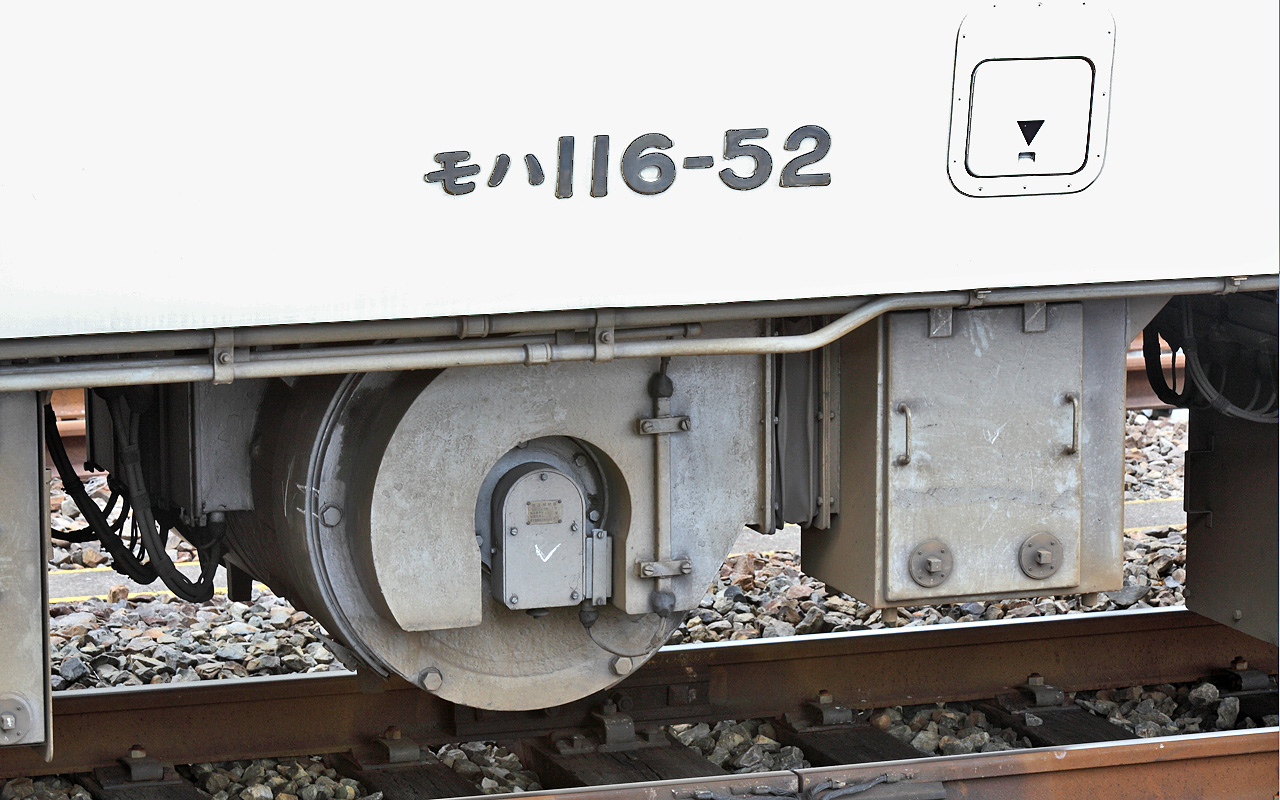
convertisseur statique MH135-DM92
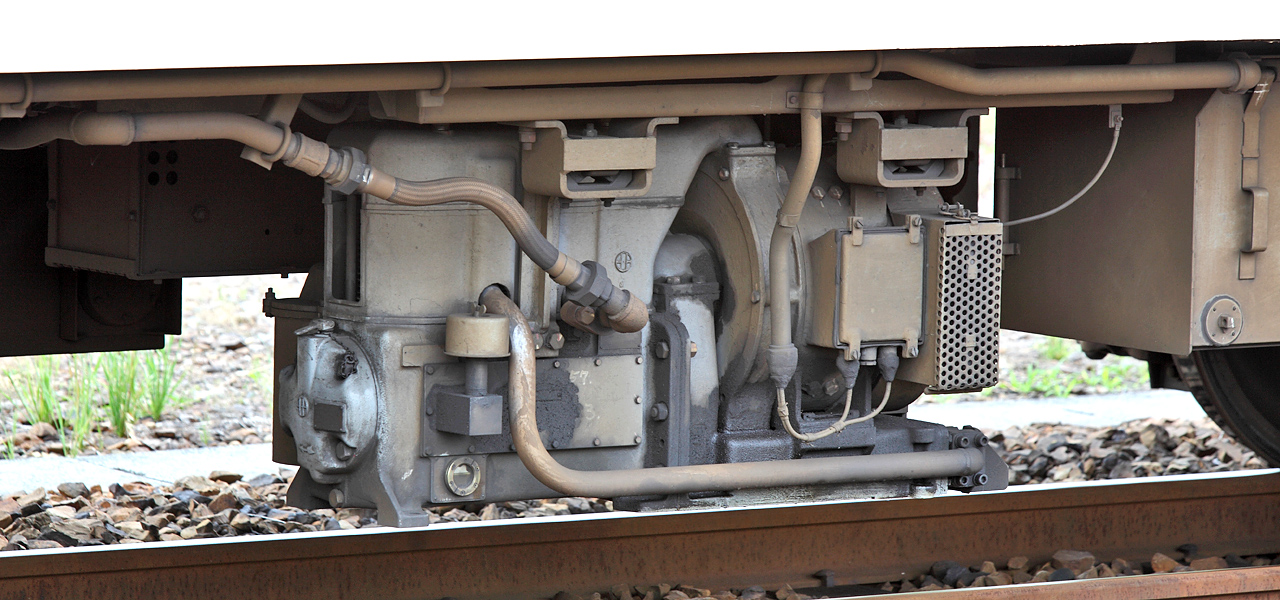
Compresseur d'airMH113B-C2000M

Le bogie est un type DT32E, un bogie à ressort pneumatique à montage indirect qui a fait ses preuves sur les trains express limités, en tenant compte des caractéristiques de roulement à grande vitesse et du fait qu'il remplaçait la série 153, qui, elle, était équipée avec un bogie à ressort pneumatique série DT24.
Le pantographe est en forme de losange /rhomboïdal de la série PS16, qui était un élément standard pour les trains à courant continu au moment de la conception. Mais il s'agit d'un pantographe résistant au froid et à la neige avec un cadre en aluminium et un couvercle sur la partie ressort en tenant compte du fonctionnement, sur la ligne Kosei,dont le nom est PS16J.
L'attelage adopte l'attelage court de type Shibata standard JNR, mais il était prévu de suivre la forme opérationnelle de la série 153 et de fonctionner dans un train de 12 voitures en combinant deux trains de 6 voitures pendant les heures de pointe. Afin de faciliter le processus d'accouplage, l'attelage était équipé d'un dispositif automatique et d'un attelage électrique, une première pour les chemins de fer nationaux japonais.

## Formation
Cette série a été planifiée et fabriquée sur la base d'une configuration de train à six voitures avec quatre motrices et deux voitures avec cabine, avec un rapport MT de 2:1. Il s'agissait de la configuration standard des chemins de fer nationaux japonais au moment de la conception. En raison de changements de configuration ultérieurs, un train de 4 voitures composé de 2 motrices et de 2 deux voitures avec cabine (rapport MT 1:1), et un train de 8 voitures composé de 6 motrices et de 2 deux voitures avec cabine (rapport MT 3:1) ont été ajoutés. Dans cette série, il n'y a pas de remorque type Saha, y compris chaque série dérivée.
- Type Kuha 117 - Voiture avec cabine (Tc) connectée à l'avant de la direction impaire (depuis Tokyo sur la ligne principale du Tokaido).
- Type Moha 117 - Véhicule électrique/motrice (M) équipé d' un pantographe et du contrôleur. Il est utilisé en combinaison avec le type Moha 116.
- Type Moha 116 - Véhicule électrique/motrice (M') équipé d' un moteur-générateur/convertisseur statique (MG) et d'un compresseur d'air (CP). Il est utilisé en combinaison avec le type Moha 117.
- Type Kuha 116 - Voiture avec cabine (Tc') reliée coté de la direction paire (depuis Kobe sur la ligne principale du Tokaido).

| KuHa117 | MoHa117 | MoHa116 | MoHa117 | MoHa116 | KuHa116 |
| Tc      | M       | M'      | M       | M'      | Tc'     |

| KuHa117 | MoHa117 | MoHa116 | KuHa116 |
| Tc      | M       | M'      | Tc'     |

| KuHa117 | MoHa117 | MoHa116 | MoHa117 | MoHa116 | MoHa117 | MoHa116 | KuHa116 |
| Tc      | M       | M'      | M       | M'      | M       | M'      | Tc'     |

## Modélisme
La série 117 est produite dans différentes versions et différentes formations par les constructeurs de modèles réduits KATO et Tomix à l'échelle N.

## Galerie photos

### Extérieur

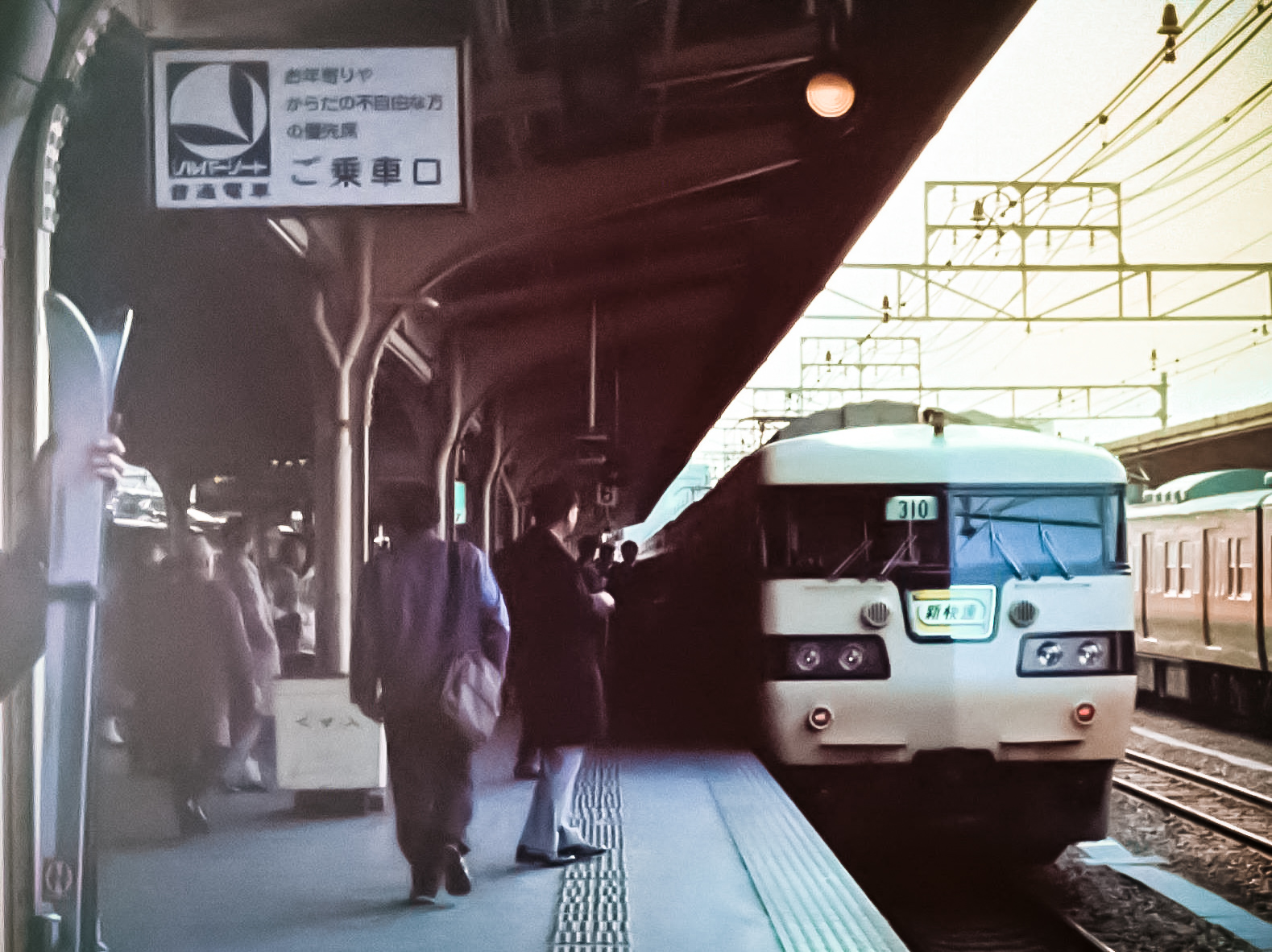
Osaka 1984
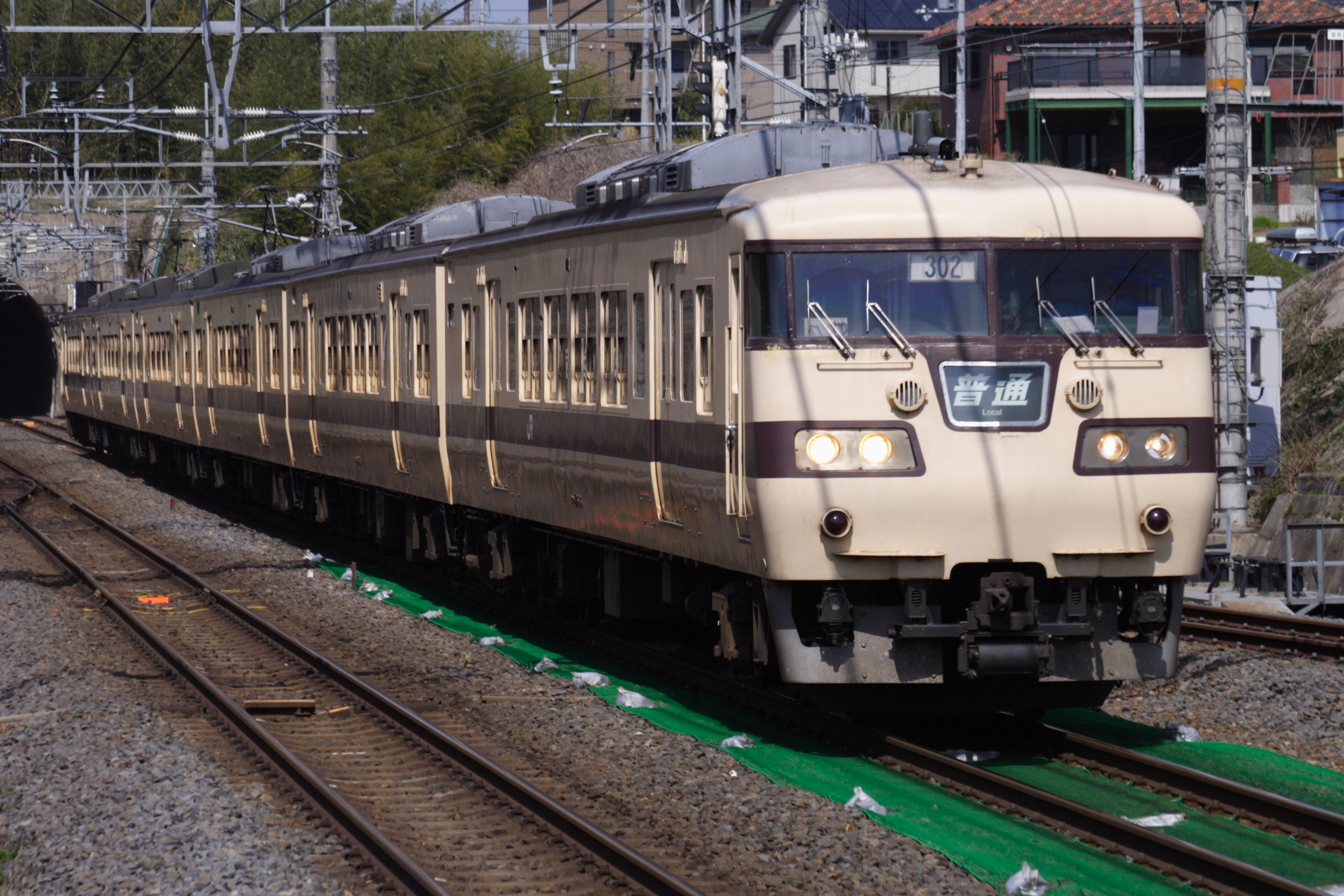
Couleur originale lors de son introduction à la JNR en 1980
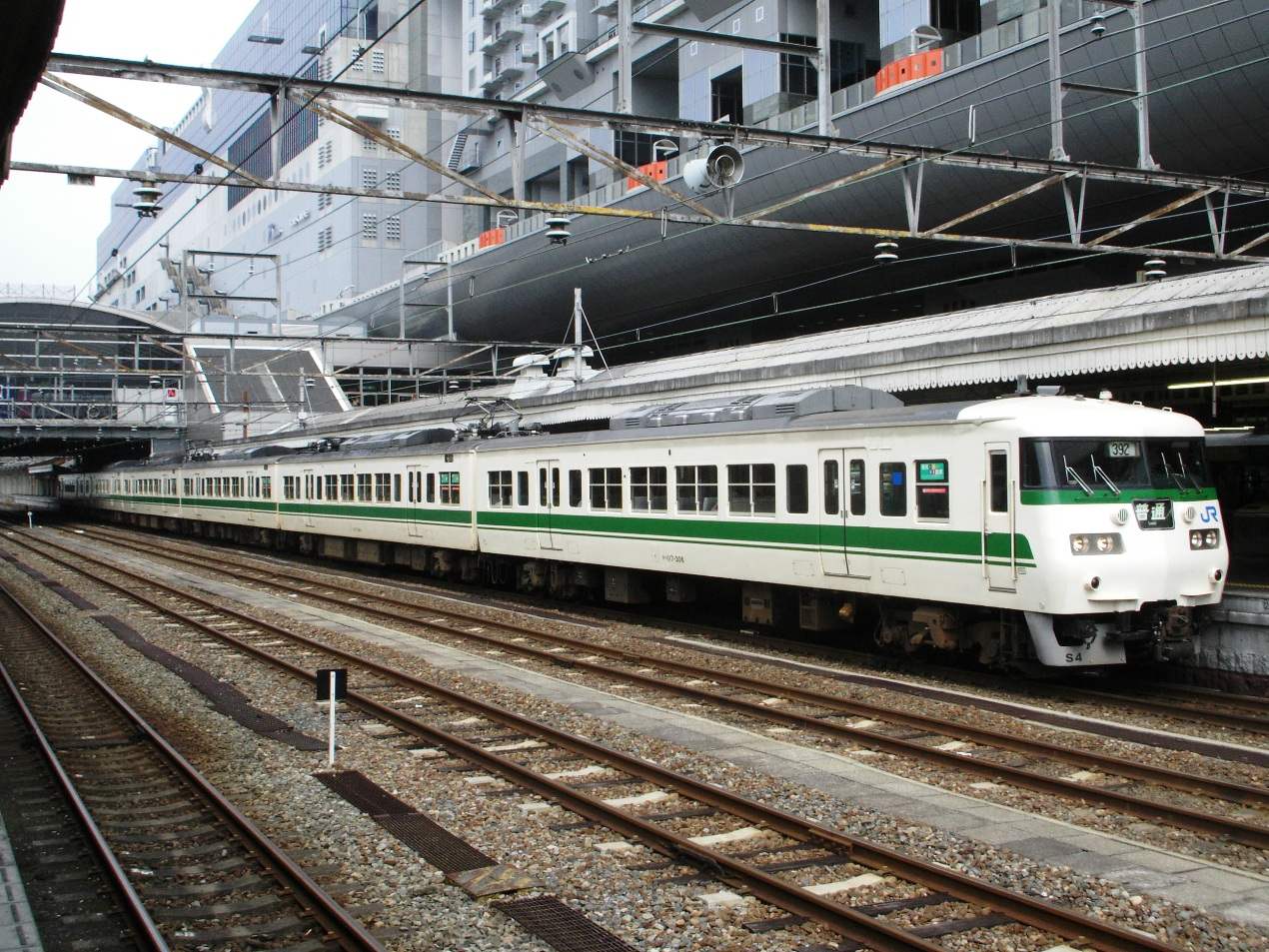
Couleurs Fukuchiyama
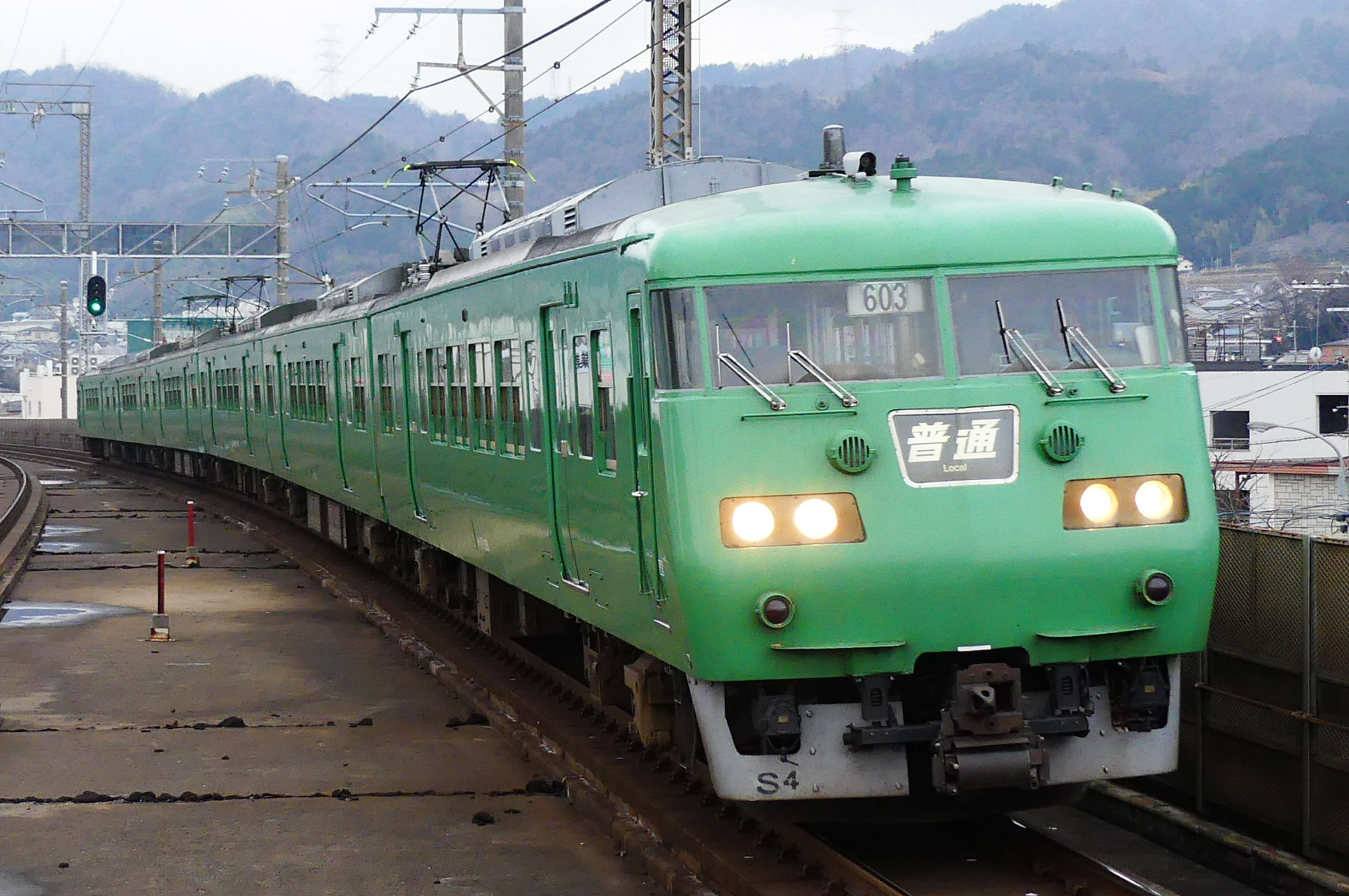
Couleur Kyoto (Kosei Line)
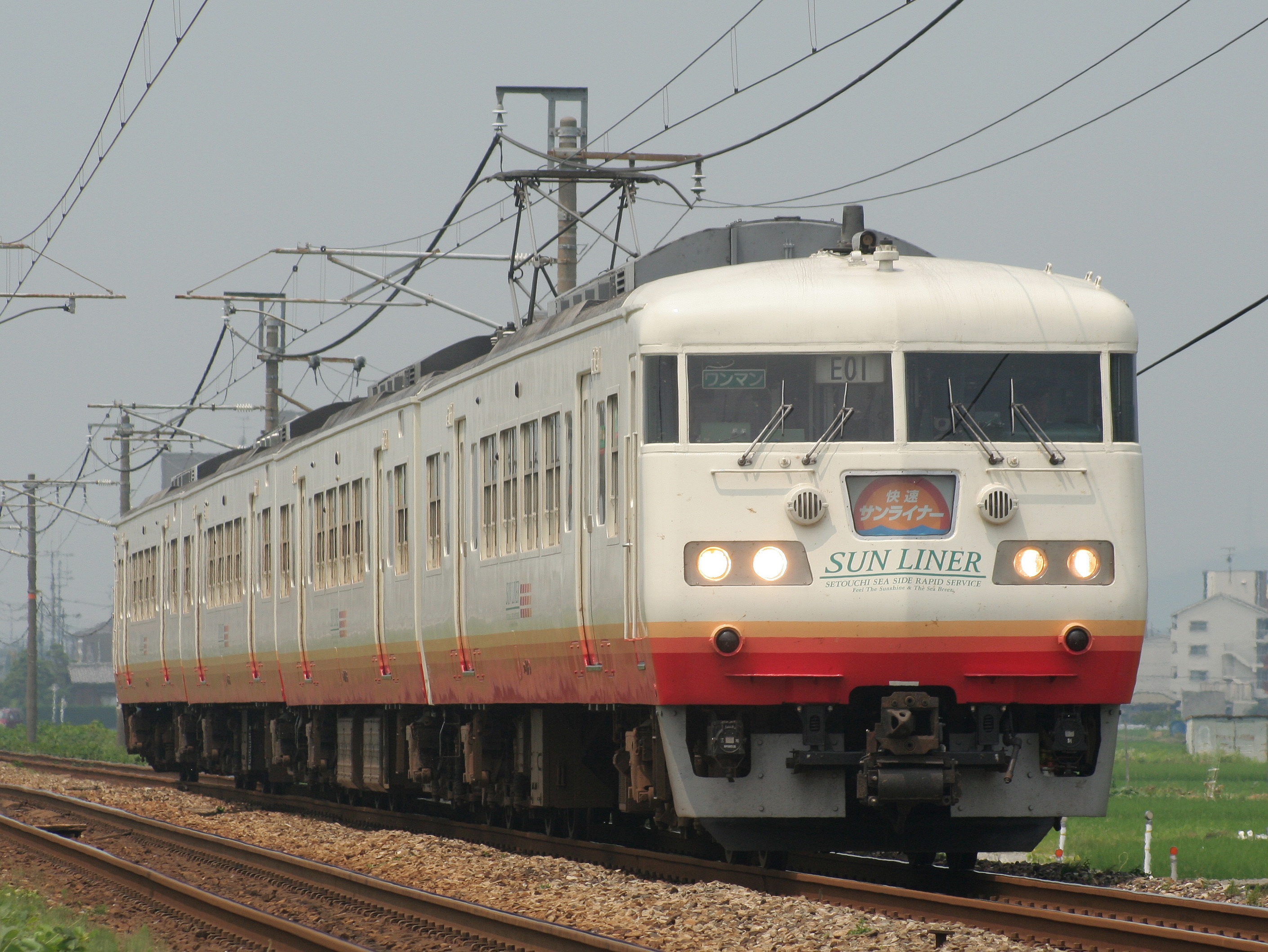
Couleurs Sun Liner (JR West)
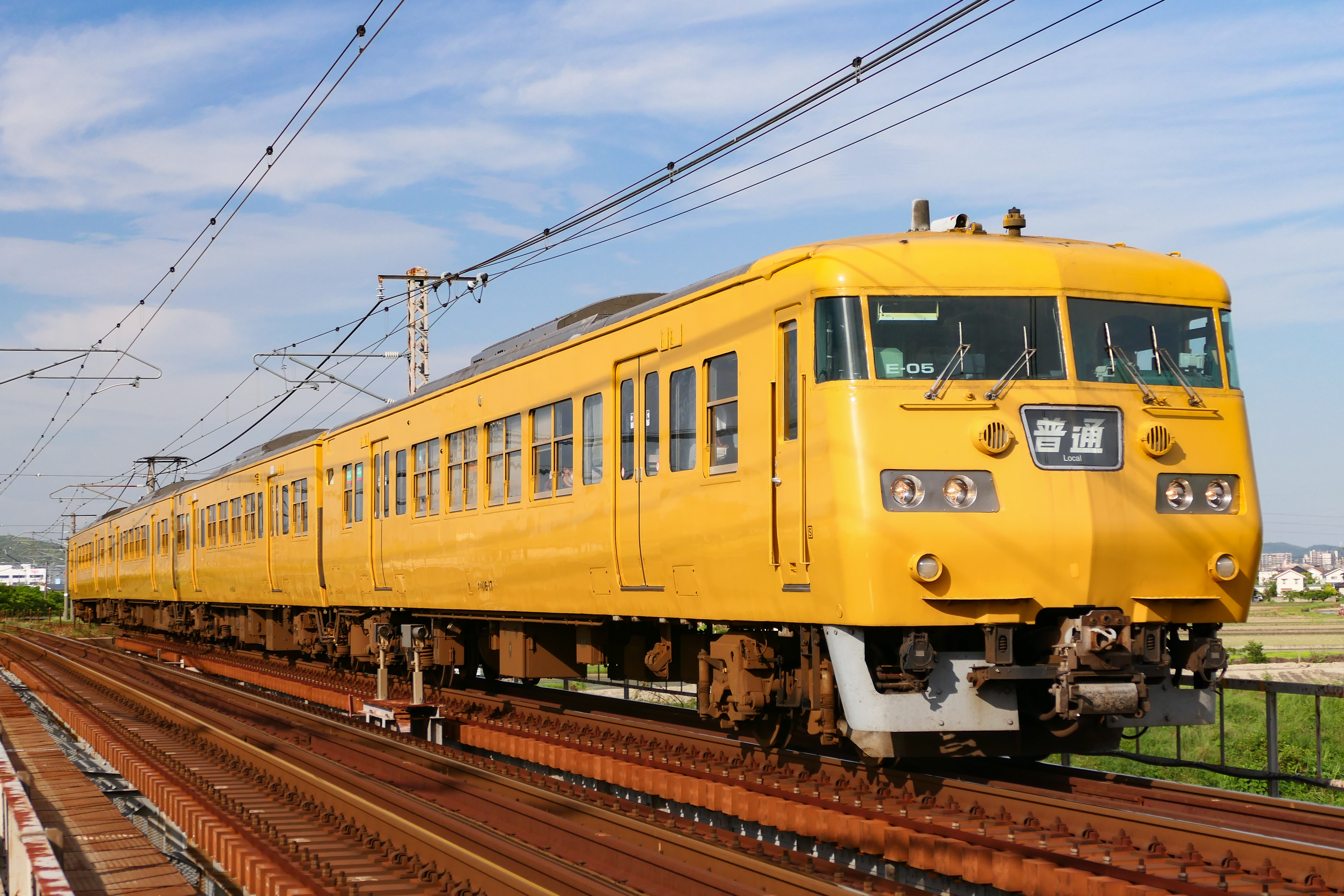
Couleurs Setouchi (JR West)
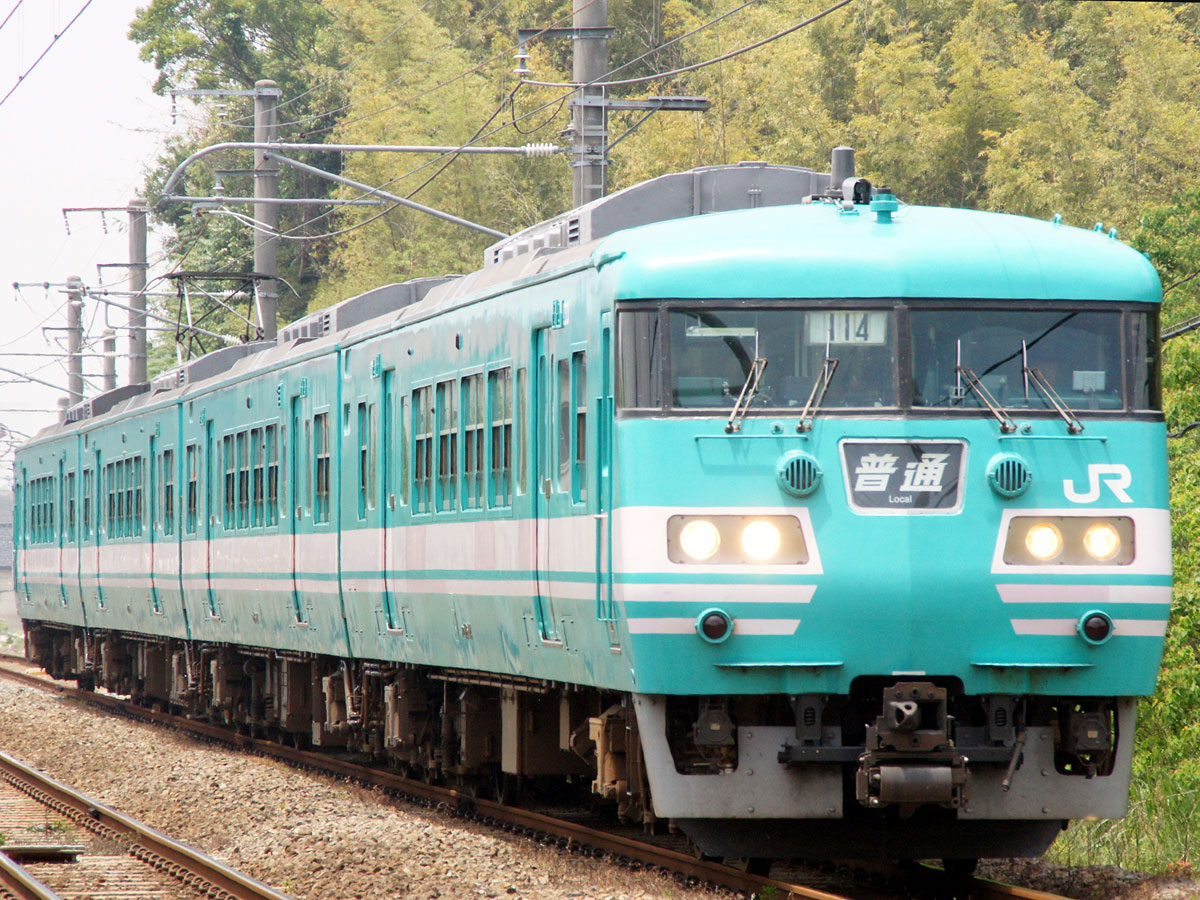
Couleurs Kinokuni
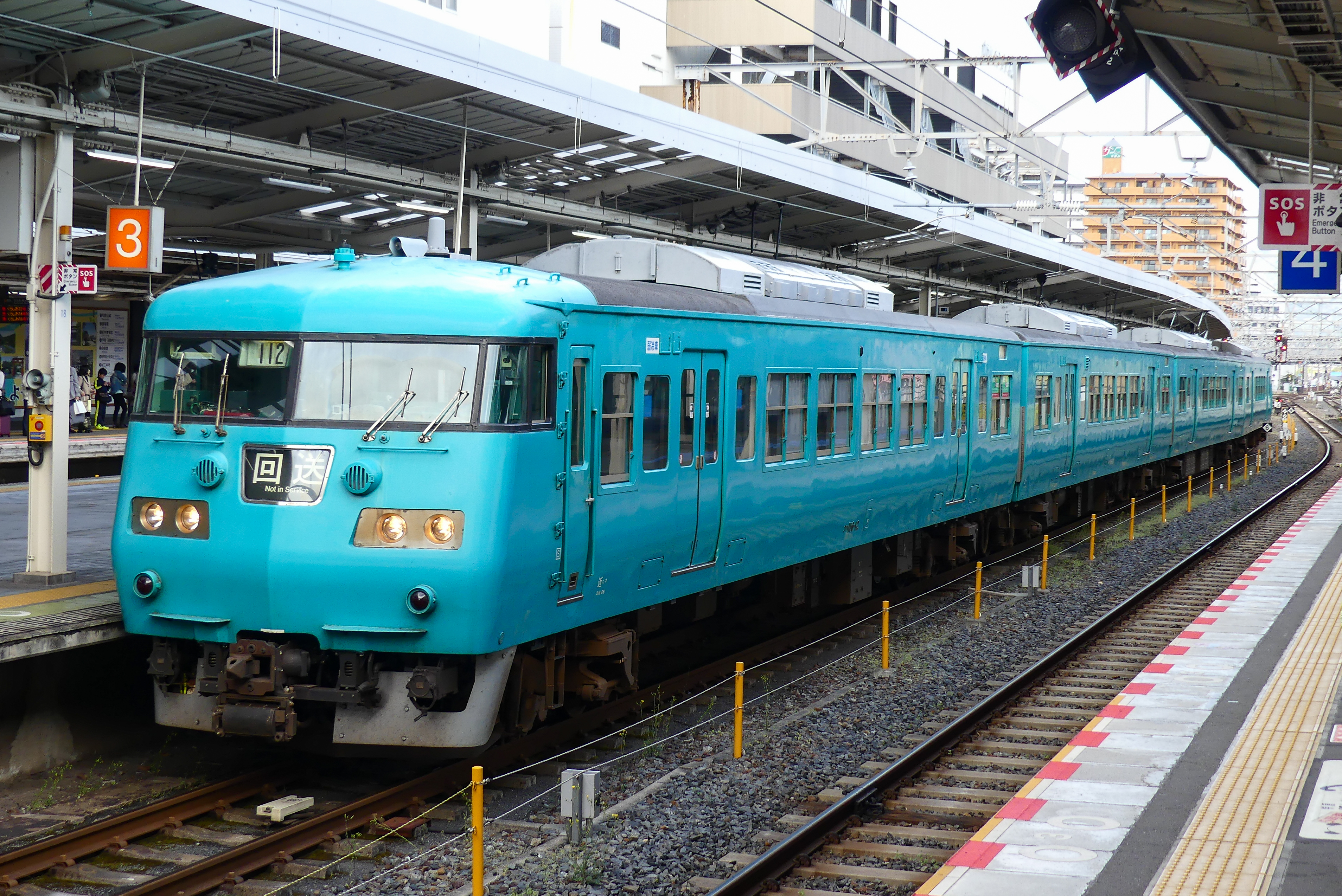
Couleur JR West Ligne principale Kisei Wakayama
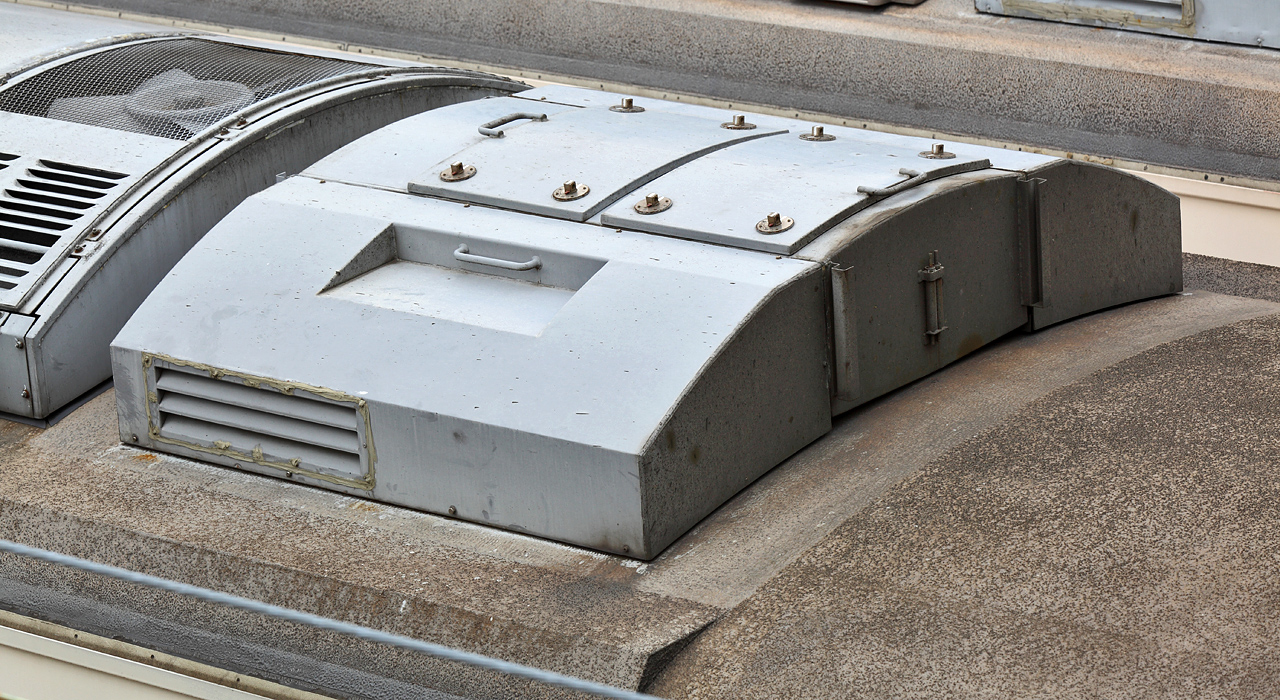
Systeme d'introduction d'air frais placé autour du climatiseur
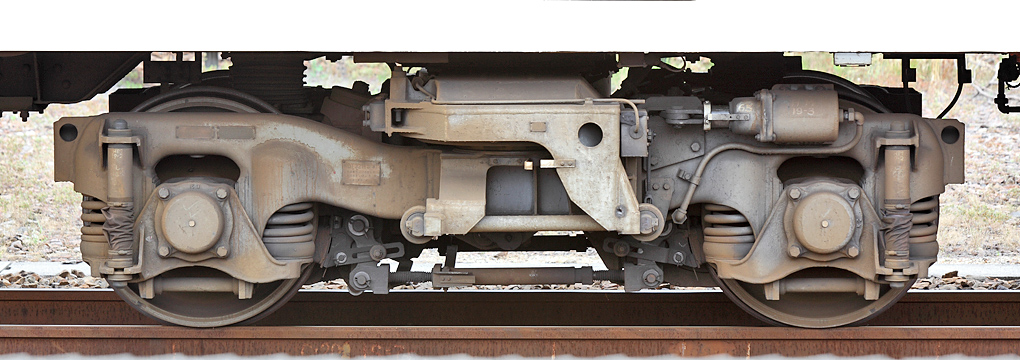
Bogie moteur type DT32E
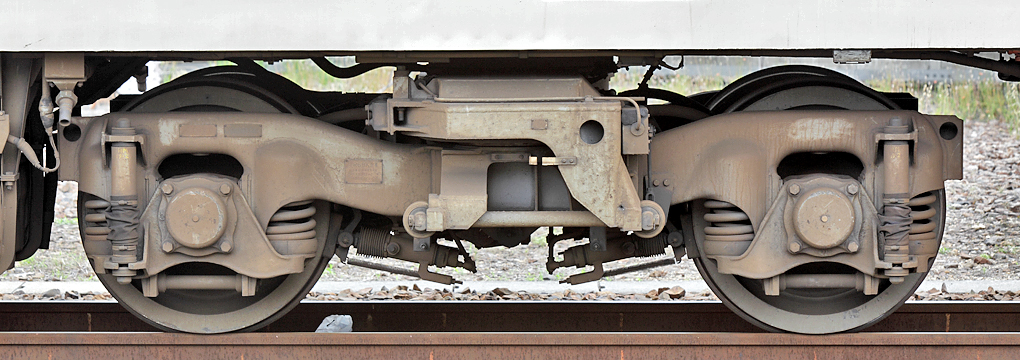
Bogie porteur type TR69K